# Korab (Pasmo Łososińskie)
Korab – mało wybitne wzniesienie Beskidu Wyspowego znajdujące się na bocznym, północnym grzbiecie Pasma Łososińskiego. Grzbiet ten oddziela dolinę Potoku Jaworzańskiego od doliny potoku Rozpite. Korab ma wysokość 727 m n.p.m. i leży pomiędzy miejscowością Laskowa (stoki zachodnie, opadające do doliny potoku Rozpite) i miejscowością Jaworzna (stoki wschodnie) Korab jest częściowo tylko zalesiony, częściowo pokryty polami uprawnymi i łąkami. Na górze umiejscowiony jest cmentarz wojenny nr 359 – Jaworzna. Pochowano na nim 33 żołnierzy austriackich poległych w I wojnie światowej. Przy cmentarzu, na północno-zachodnich stokach Koraba znajduje się dość duża polana, która jest dobrym punktem widokowym na północną stronę – na Kamionną, pasmo Łopusze – Kobyła i głęboką dolinę Łososiny. Ciekawe, choć ograniczone widoki rozciągają się z niewielkich polanek na południowo-wschodnią stronę, zaś szerokie widoki są z odkrytych terenów na południowo-wschodnich stokach Korabia nad doliną Jaworzańskiego Potoku. Znajdują się tutaj pojedyncze, wysoko położone zabudowania miejscowości Jaworzna, przysiółek Stoły.

## Szlaki turystyczne
– czarny szlak pieszo-rowerowy z Laskowej na Sałasz Zachodni, gdzie łączy się z niebieskim szlakiem prowadzącym przez cały grzbiet Pasma Łososińskiego.

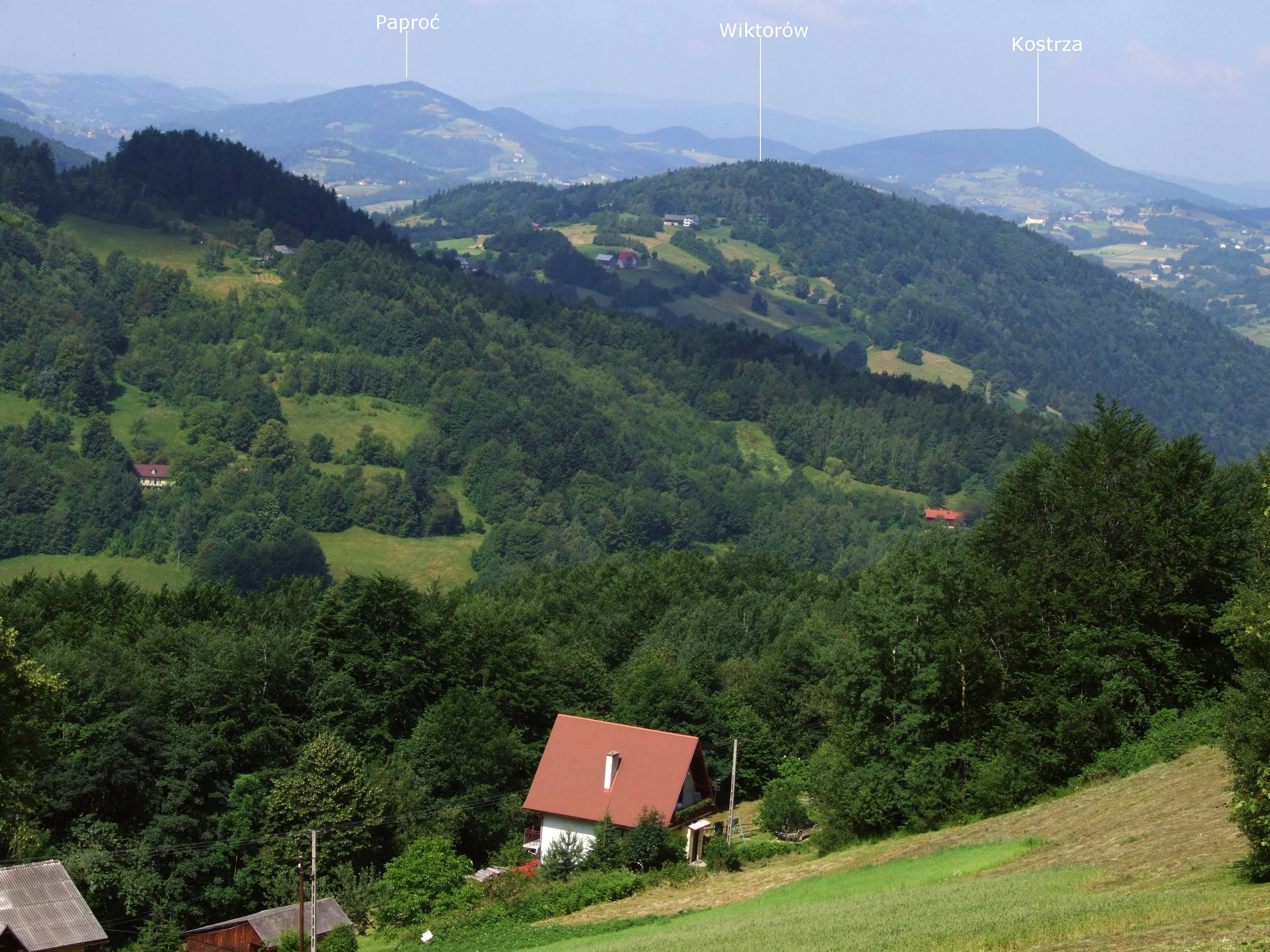
Widok z Korabia w południowo-wschodnim kierunku

## Przypisy

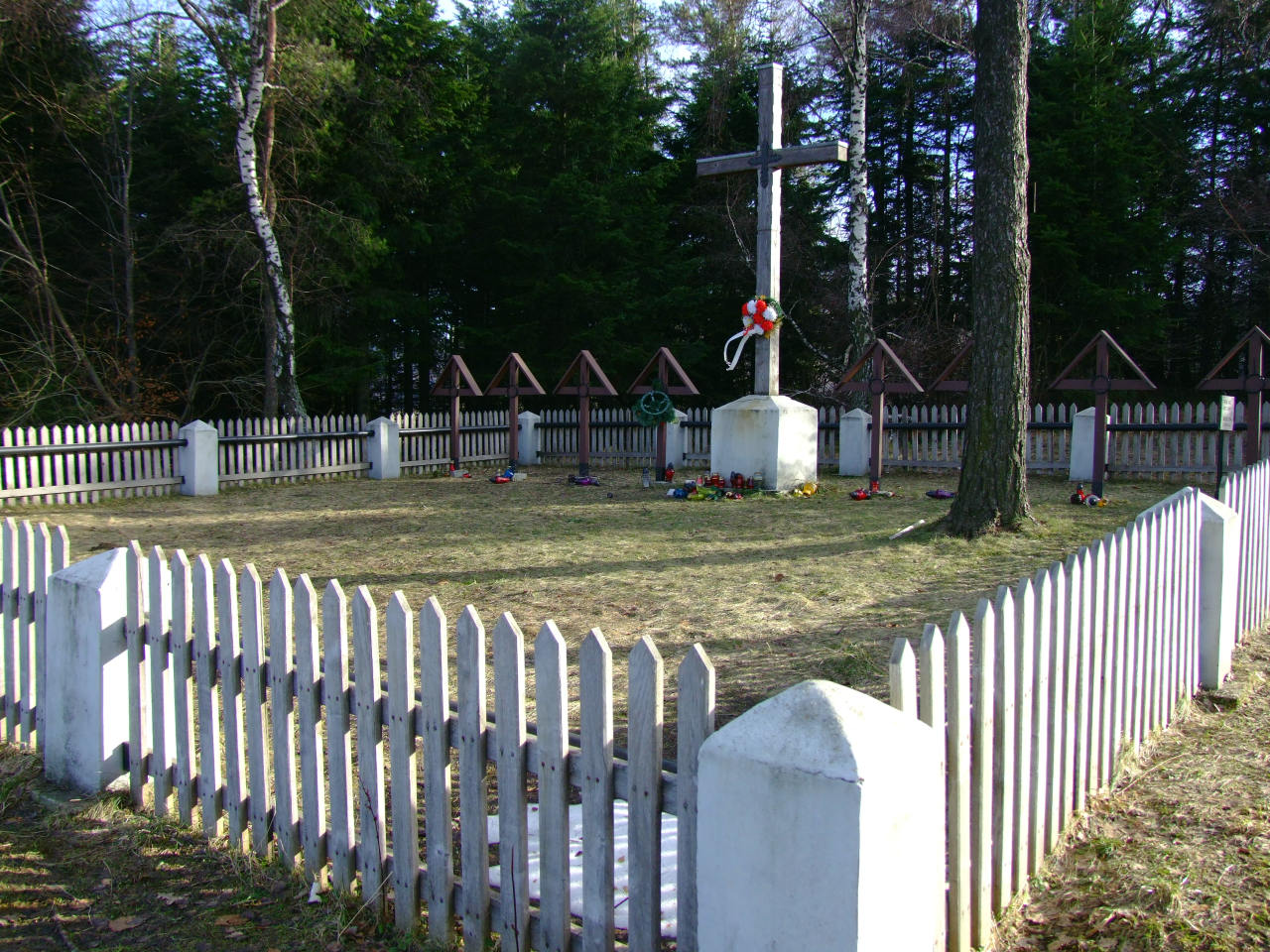
Cmentarz wojenny na Korabiu